# Lasioglossum tardum
Lasioglossum tardum là một loài Hymenoptera trong họ Halictidae. Loài này được Cameron mô tả khoa học năm 1897.